# 로만 애트우드
로만 버나드 애트우드(Roman Bernard Atwood, 1983년 5월 28일 ~ )는 미국의 유튜브 인물이자 장난꾼이다. 그는 자신의 삶에 대한 소식을 올리는 브이로그로 가장 잘 알려져 있다. 그의 브이로그 채널 "RomanAtwoodVlogs"는 총 50억 회의 조회수와 1,500만 명의 구독자를 보유하고 있다. 그는 또한 장난 비디오를 올리던 "RomanAtwood"라는 다른 유튜브 채널도 가지고 있다. 이 채널은 2016년부터 활동이 중단되었다. 그의 장난 비디오는 14억 회 이상의 조회수와 1,040만 명의 구독자를 얻었다. 그는 게르만 가르멘디아에 이어 두 개의 다이아몬드 플레이 버튼을 받은 두 번째 유튜버가 되었다.
2022년 5월 28일, 그는 세 번째 채널인 "RomanAtwoodPodcast"를 공식적으로 시작했다. 이 채널은 그의 팟캐스트에 중점을 두며, 스티브오, 비탈리, FouseyTube와 같은 수많은 친구 및 특별 게스트를 초대한다.

## 개인 생활
밀러스포트 (오하이오주)에서 태어난 애트우드는 고등학교 때부터 비디오를 촬영하고 제작해왔다. 그는 커트 데일 애트우드와 수잔 애트우드 사이에서 태어났다. 그는 2006년 워프트 투어에서 판매한 "더 너드 허드"라는 DVD 시리즈를 제작하면서 독립적인 경력을 시작했다. 애트우드는 또한 2010년까지 콜럼버스 (오하이오주)에서 다양한 영화 프로젝트와 광고 작업을 했고, 그 후 코미디에 대한 열정에 집중하기로 결정하고 유튜브 채널 "스케치 엠파이어"를 만들었다.
유튜브 경력 이전에 그는 가족의 밧줄 공장인 "애트우드 로프"에서 일했다. 2001년에 그는 섀나 라일리와 결혼했고, 섀나는 애트우드의 첫째 아들 노아 본 애트우드(2004년생)를 낳았다. 2008년, 아내가 휴가 중에 친구와 바람을 피운 후, 그는 이혼 소송을 제기했다.
2013년, 애트우드는 자신의 상품 라인인 "스마일 모어"를 설립하여 티셔츠, 후드티, 팔찌 및 기타 품목을 판매했다.
그는 현재 오하이오주에 아내 브리트니 스미스-애트우드와 함께 거주하고 있으며, 슬하에 두 아들 케인 알렉산더 애트우드(2011년생), 녹스 애트우드(2021년생), 그리고 딸 코라 애트우드(2017년생)를 두고 있다. 애트우드는 2008년 친구 체이스 길로이의 결혼식에서 길로이의 신부 베로니카의 여동생인 스미스를 만났고, 둘은 그때부터 교제를 시작했다. 애트우드는 2018년 4월 30일 스미스에게 청혼했고, 둘은 2018년 7월 27일 마우이에서 결혼했다.
2019년 5월 29일, 애트우드의 어머니 수잔 애트우드는 애트우드 가족 전체와 함께 휴가 중에 비극적인 사고로 예기치 않게 사망했다. 애트우드는 이후 어머니를 추모하기 위해 소셜 미디어 활동을 중단했다.
2019년 새해 전야에 비디오를 올린 후, 애트우드는 알려지지 않은 이유로 소셜 미디어에서 오랫동안 비활동 상태였다. 그는 2020년 8월 18일 비디오를 올리며 팬들에게 인사를 전하고, 자신의 부재 이유를 밝힐 수는 없지만 자신과 가족은 괜찮으며, 팬들과 콘텐츠 제작자들이 유튜브에 올린 그의 부재를 다룬 여러 음모론 스타일 비디오는 모두 부정확하다고 팬들에게 안심시키고 싶다고 말했다. 이틀 후인 8월 20일, 애트우드 부부는 넷째 아이를 기다리고 있다고 밝혔지만, 그것이 그들의 부재 이유가 아니라고 덧붙였다.
2021년 1월 11일, 애트우드는 "세상에 오신 것을 환영합니다!"라는 제목의 비디오를 업로드했는데, 이 비디오에서 그와 브리트니는 아들 녹스 애트우드가 5일 전인 1월 6일에 태어났으며, 몸무게는 9파운드 미만이라고 밝혔다.
애트우드는 예수 그리스도 후기 성도 교회의 회원이다.

## 경력

### 유튜브

#### 플라스틱 볼 장난
이 비디오에서 애트우드는 집을 2.5피트 높이의 플라스틱 볼로 채워 거대한 볼풀로 만들었다. 이 비디오는 2015년 1월 18일에 업로드되었으며 현재 약 8,600만 회의 조회수를 기록하고 있다. 이 비디오는 닛산의 주목을 받아 슈퍼볼 XLIX 하프타임 광고에서 "위드대드" 캠페인에 그의 비디오를 사용하는 대가로 2015년 닛산 GTR을 그에게 주었다. 이는 제5회 스트리미 어워드에서 최고의 "브랜드 캠페인"으로 선정되었다.

#### 기념일 장난
그의 비디오 "기념일 장난 역효과!!"는 2013년 11월 20일에 게시되었으며 현재 8,600만 회 이상의 조회수를 기록하고 있다. 이 비디오는 애트우드가 스미스와의 5주년 기념일에 그녀에게 바람을 피웠다고 고백하며 장난을 치는 모습을 담고 있다. 그녀가 미리 카메라를 보고는 자신도 바람을 피운 척하며 애트우드에게 역으로 장난을 치면서 장난은 역효과를 낸다. 그녀는 애트우드가 그 소식에 나쁘게 반응하는 몇 초 후에야 자신의 장난을 드러낸다. 비디오 끝에서 스미스는 "프러포즈할 줄 알았는데"라고 말한다.

#### 내 아이를 죽이는 장난
"내 아이를 죽이는 장난!!"이라는 제목의 장난은 2014년 11월 30일에 게시되었으며 현재 5천만 회 이상의 조회수를 기록하고 있다. 이 비디오는 애트우드가 스미스에게 스파이더맨 의상을 입은 마네킹을 던지며 아들 케인인 척 장난을 치는 모습을 보여준다. 스미스가 마네킹에게 달려가 마스크를 벗기자, 그것이 케인이 아니라 마네킹임을 깨닫는다. 이 시점에서 애트우드가 그녀를 비웃으며 방으로 들어오자 그녀는 눈물을 터뜨린다. 그녀는 그 후 격분하여 자리를 떠나지만, 애트우드가 "정말 그렇게 화났어?"라고 묻자 돌아온다. 그녀는 그에게 소리치기 시작하며 그에게 "소파에서 자"라고 말한다. 이 장난은 애트우드와 스미스가 리얼리티 TV 시리즈 Tanked에 출연했을 때 언급되었는데, 스미스는 애트우드가 그날 밤 실제로 소파에서 잤다고 밝혔다.

#### ATM 장난 및 표현의 자유 사례
2014년 3월, 로만은 공범들과 함께 ATM을 강탈하는 척하는 장난을 촬영하던 중 대중에게 공포를 유발하고 무질서한 행위를 한 혐의로 콜럼버스 경찰서에 체포되었다. 그는 보석으로 풀려나 법원에 소환되었다. 이 사건은 그의 팬들이 법원에 나타나 지지하고 사건을 지켜보면서 광범위하게 논쟁이 되었다. 피고인으로서 그는 예술 표현과 언론의 자유를 근거로 승소했고 무죄를 선고받았다.

#### 화장지 장난
"미친 화장지 장난!!"이라는 제목의 비디오는 2015년 3월 15일에 게시되었으며 현재 2천만 회 이상의 조회수를 기록하고 있다. 이 장난은 애트우드가 하위 맨들의 아들 알렉스의 도움을 받아 맨들의 집에 화장지 테러를 하는 모습을 담고 있다.
나중에 맨들은 지미 키멀 라이브! 에피소드에서 이 장난과 아들, 그리고 청소 경험에 대해 이야기했다.

### 영화

#### 내추럴 본 프랭크스터스
2016년, 애트우드, 비탈리 즈도로베츠키 및 데니스 로디는 라이언스게이트에서 제작한 영화인 Natural Born Pranksters를 개봉했지만, 비평가들의 주목은 거의 받지 못했다. 로튼 토마토와 메타크리틱 모두 영화에 점수를 매길 만큼 충분한 리뷰를 아직 집계하지 못했다.
2016년 9월 24일, 이 영화는 넷플릭스에 공개되었다.

### 텔레비전

#### 탱크드
2016년 7월 1일, 애트우드와 그의 가족은 "인터넷 탱크 센세이션"이라는 제목의 탱크드 에피소드에 출연했다. 이 에피소드는 브렛과 웨이드가 스마일 모어를 위해 애트우드의 사무실에 맞춤형 탱크를 만드는 모습을 담고 있다.

### 투어
2016년, 애트우드와 동료 유튜버 유세프 에라캇은 "로만 대 포세이"라는 전 세계 투어를 시작했다. 그들은 미국, 캐나다, 영국에서 공연을 했다.

## 사업 경력

### 스마일 모어
2013년, 애트우드는 자신의 상품 라인인 "스마일 모어"를 설립하여 티셔츠, 후드티, 팔찌 및 기타 품목을 판매했다. 당시 상품은 애트우드와 그의 아내가 전적으로 처리했으며, 주문은 그들의 지하실에서 처리되었다.
2016년, 애트우드는 사업을 자신의 거주지와 같은 부지에 위치한 별도의 건물로 이전했다. 애트우드는 주문을 더 빨리 처리하고 자체적으로 처리하기 위해 가족을 포함한 더 많은 직원을 고용했다.
2022년 5월 7일, 애트우드는 자신의 브이로그 채널에 스마일 모어가 오랜 친구이자 사업 파트너인 맷 캐리커와 그의 회사 벙커 브랜딩과의 협력을 통해 전적으로 텍사스로 이전될 것이라고 발표하는 비디오를 게시했다. 또한 애트우드와 그의 아내가 벙커 브랜딩의 일부 지분을 소유하게 될 것이라고 발표되었다.

#### NFT
2021년 10월 26일, 애트우드는 오픈씨에 자신의 스마일 모어 컬렉션의 첫 번째 NFT를 발표했다. 이 컬렉션은 여러 아티스트와 공동으로 제작되었다.

### 벙커 브랜딩
2022년 5월 7일, 스마일 모어의 텍사스 이전 발표에 이어 애트우드는 자신과 아내가 오랜 친구인 맷 캐리커의 회사인 벙커 브랜딩의 일부 지분을 소유하게 될 것이라고 발표했다.

## 수상 및 후보
| 연도 | 작품                                                      | 부문            | 시상식                | 결과 | 출처   |
| ---- | --------------------------------------------------------- | --------------- | --------------------- | ---- | ------ |
| 2014 | 로만 애트우드                                             | 장난            | 제4회 스트리미 어워드 | 후보 | [ 26 ] |
| 2015 | 크레이지 플라스틱 볼 장난 #위드대드, 로만 애트우드 (닛산) | 브랜드 캠페인   | 제5회 스트리미 어워드 | 수상 | [ 27 ] |
| 2016 | 로만 애트우드                                             | 유튜브 코미디언 | 제8회 쇼티 어워드     | 수상 | [ 28 ] |
| 2016 | 로만 애트우드                                             | 올해의 연예인   | 제6회 스트리미 어워드 | 후보 | [ 29 ] |